# 黎桂
黎桂（1524年—？年），字克芳，號念雲，江西吉安府萬安縣人，明朝政治人物。

## 生平
正月三十日生，行二，治《易經》，由縣學生中式壬子科（1552年）江西鄉試第九十三名舉人，年三十三歲中式嘉靖三十五年丙辰科會試第一百四十一名，第二甲第四十一名進士。刑部观政，授南京刑部主事，四十年升员外、郎中，四十一年升福建佥事，四十二年謫无为州同，四十四年升浙江台州府通判，隆慶元年升宁波府同知。官至广东肇庆府知府。

## 家族
曾祖黎敬威；祖黎潜，生员；父黎達邦，贈南京刑部主事；母匡氏，贈安人。永感下，兄克明，弟克敬；克恭。